# Leo Woodall
Leo Vincent Woodall (Londres 14 de setembro de 1996) é um ator britânico. Ele é conhecido por seus papéis na segunda temporada da série de antologia satírica da HBO The White Lotus (2022) e na minissérie de drama romântico da Netflix One Day (2024).

## Início da vida e educação
Woodall nasceu em Shepherd's Bush, no oeste de Londres. Ele vem de uma família de atores, incluindo seu pai Andrew, seu padrasto e sua avó; seus pais se conheceram na escola de teatro. Woodall afirmou ser descendente de Maxine Elliott.
Ele frequentou a Shene School e, embora tivesse interesse no esporte, decidiu seguir a carreira de ator após assistir à série Peaky Blinders aos 19 anos. Em 2019, ele se formou em Bacharelado em Artes com especialização em atuação pela Arts Educational School (ArtsEd).

## Carreira
Woodall fez sua estreia na televisão com uma participação especial em um episódio de 2019 da soap opera médica Holby City, da BBC One. Ele também apareceu no curta-metragem Man Down. Nesse mesmo ano, foi selecionado para o longa-metragem Nomad, escolhendo-o entre 28.000 inscritos. As filmagens ocorreram em mais de 20 países.
Em seguida, Woodall fez sua estreia no cinema em Cherry, dirigido pelos irmãos Russo. Ele também interpretou Adrian Ivashkov na série Vampire Academy, da Peacock. Em 2022, se juntou ao elenco da segunda temporada da série antológica da HBO The White Lotus, ambientada na Sicília, onde interpretou Jack, um jovem de Essex. Para se preparar para o papel, Woodall assistiu a vídeos do apresentador de TV Joey Essex para adotar o sotaque do personagem. Em 2023, foi nomeado uma Estrela Internacional do Amanhã pela Screen International e teve um papel recorrente na série Citadel, da Prime Video.
Woodall estrelou seu primeiro papel principal em 2024, interpretando Dexter Mayhew ao lado de Ambika Mod, na adaptação para a Netflix do romance One Day, de David Nicholls. A série conta a história de dois jovens que se tornam melhores amigos após uma aventura platônica de uma noite. Woodall recebeu aclamação da crítica por sua atuação, com a jornalista Proma Khosla, da IndieWire, o descrevendo como "especialmente devastador", destacando seu carisma e presença. A série foi a mais assistida globalmente durante a semana de 12 de fevereiro de 2024, com 9,9 milhões de visualizações.
Em maio de 2024, Woodall começou a filmar Bridget Jones: Mad About the Boy, ao lado de Renée Zellweger, interpretando Roxster, o novo interesse amoroso mais jovem de Bridget. Ele também interpretará o papel principal no thriller Prime Target, da Apple TV+.

## Filmografia

### Cinema
| Ano  | Título                           | Papel             | Nota(s)      |
| ---- | -------------------------------- | ----------------- | ------------ |
| 2021 | Cherry                           | Rodgers           |              |
| 2025 | Bridget Jones: Mad About the Boy | Roxster           |              |
| ASA  | Nomad                            | Ben               | Pós-produção |
| ASA  | Nuremberg                        | Sgt. Howie Triest | Pós-produção |
| ASA  | Tuner                            |                   | Filmando     |

### Televisão
| Ano  | Título          | Papel           | Nota(s)                                                                                |
| ---- | --------------- | --------------- | -------------------------------------------------------------------------------------- |
| 2019 | Holby City      | Jake Reader     | Episódio: "Things My Mother Told Me"                                                   |
| 2022 | Vampire Academy | Adrian Ivashkov | 2 episódios                                                                            |
| 2022 | The White Lotus | Jack            | Protagonista Venceu—Prêmio do Sindicato dos Atores de Melhor Elenco de Série Dramática |
| 2023 | Citadel         | Duke            | 2 episódios                                                                            |
| 2024 | One Day         | Dexter Mayhew   | 14 episódios Pendente—National Film Award UK de Melhor Ator em Série de TV             |
| ASA  | Prime Target    | Edward Brook    | Protagonista                                                                           |